# Abrostola obliqua
Abrostola obliqua là một loài bướm đêm trong họ Noctuidae.